# Macrodiplax balteata
Macrodiplax balteata is een libellensoort uit de familie van de korenbouten (Libellulidae), onderorde echte libellen (Anisoptera).
De wetenschappelijke naam Macrodiplax balteata is voor het eerst geldig gepubliceerd in 1861 door Hagen.